# Городище (Буда-Кошелёвский район)
Городи́ще (бел. Гародзішча) — посёлок в Кошелёвском сельсовете Буда-Кошелёвского района Гомельской области Беларуси.
На юге и востоке граничит с лесом.

## География

### Расположение
В 10 км на северо-восток от районного центра и железнодорожной станции Буда-Кошелёвская (на линии Жлобин — Гомель), 58 км от Гомеля.

## Транспортная сеть
Транспортные связи по просёлочной, затем автомобильной дороге Чечерск — Буда-Кошелёво.
Планировка состоит из короткой прямолинейной улицы, ориентированной с юго-востока на северо-запад и застроенной двусторонне деревянными домами усадебного типа.

## История
Основан в конце XIX века. По переписи 1897 года хутор в Кошелёвской волости Рогачёвского уезда Могилёвской губернии. Наиболее активное строительство велось в 1920-х годах. В 1931 году жители деревни вступили в колхоз. Во время Великой Отечественной войны, в 1943 году, некоторое время в посёлке базировались партизаны 1-й Буда-Кошелёвской бригады. 18 жителей деревни погибли на фронтах. В 1959 году в составе совхоза «Шарибовский» (центр — деревня Шарибовка).

## Население

### Численность
- 2004 год — 24 хозяйства, 45 жителей.

### Динамика
- 1959 год — 159 жителей (согласно переписи).
- 2004 год — 24 хозяйства, 45 жителей.